# Iriscare

Logo van het Brussels Gewest.

Iriscare is een bicommunautaire instelling van openbaar nut (ION) die het aanspreekpunt vormt voor alles wat te maken heeft met welzijn en sociale bescherming in het Brussels Gewest.
De instelling wordt beheerd volgens een meerjarige beheersovereenkomst, waarvan de eerste op 25 november 2021 werd gepubliceerd.

## Bevoegdheden
Iriscare is onder meer bevoegd voor:
- erkenning en financiering van rust- en verzorgingstehuizen
- financiering van initiatieven voor bijstand aan personen
- beheer en de financiering van de Brusselse ziekenfondsen en kinderbijslagfondsen
- vergunningen voor bicommunautaire Brusselse kinderopvangcentra.
- ondersteuning van gezondheidsprofessionals
- bepaling van de mate van invaliditeit voor de toekenning van toelagen.